# Ablabius
Pour les articles homonymes, voir Ablabius (homonymie).
Ablabius ou Ablavius (en grec : Αβλάβιος) est le nom d'un historien grec ou romain de l'Antiquité tardive, auteur d'une histoire des Goths, aujourd'hui perdue. Il a vécu au IVe siècle ou au Ve siècle ; selon Theodor Mommsen, il aurait vécu autour de l'an 500, sous le règne de Théodoric le Grand.
D'après Jordanès, qui le cite plusieurs fois dans son Histoire des Goths, Ablabius est un « auteur distingué qui a écrit sur la nation des Goths ». Jordanès s'est probablement inspiré des travaux d'Ablabius pour rédiger son ouvrage.
Il a également été identifié au consul romain Flavius Ablabius (en) (mort en 338), préfet du prétoire pour l'Orient (praefectus praetorio Orientis) de 329 à 337/338, sous le règne de Constantin Ier.